# Vuurtoren

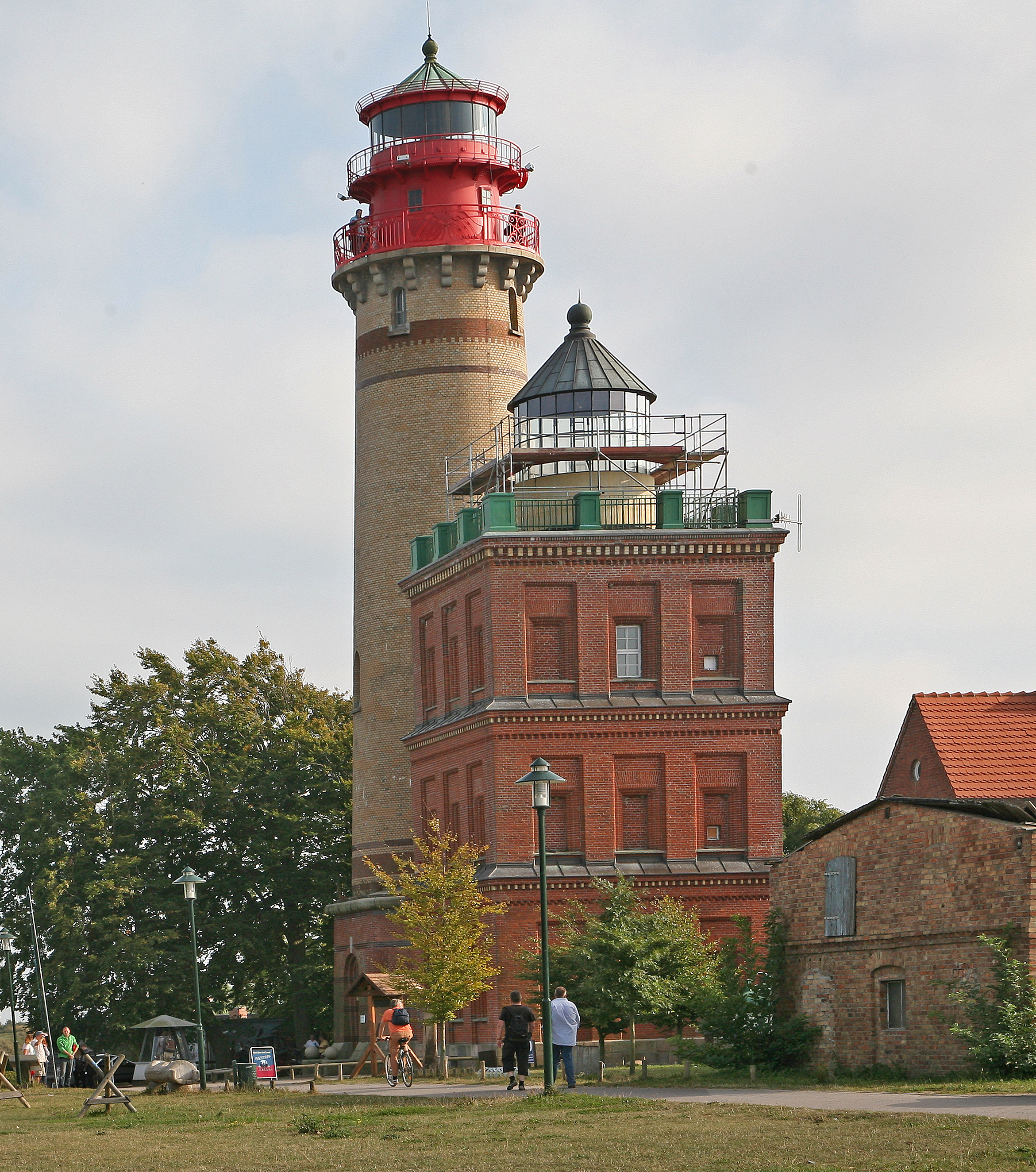
Vuurtorens van Kaap Arkona op het Duitse Oostzee-eiland Rügen

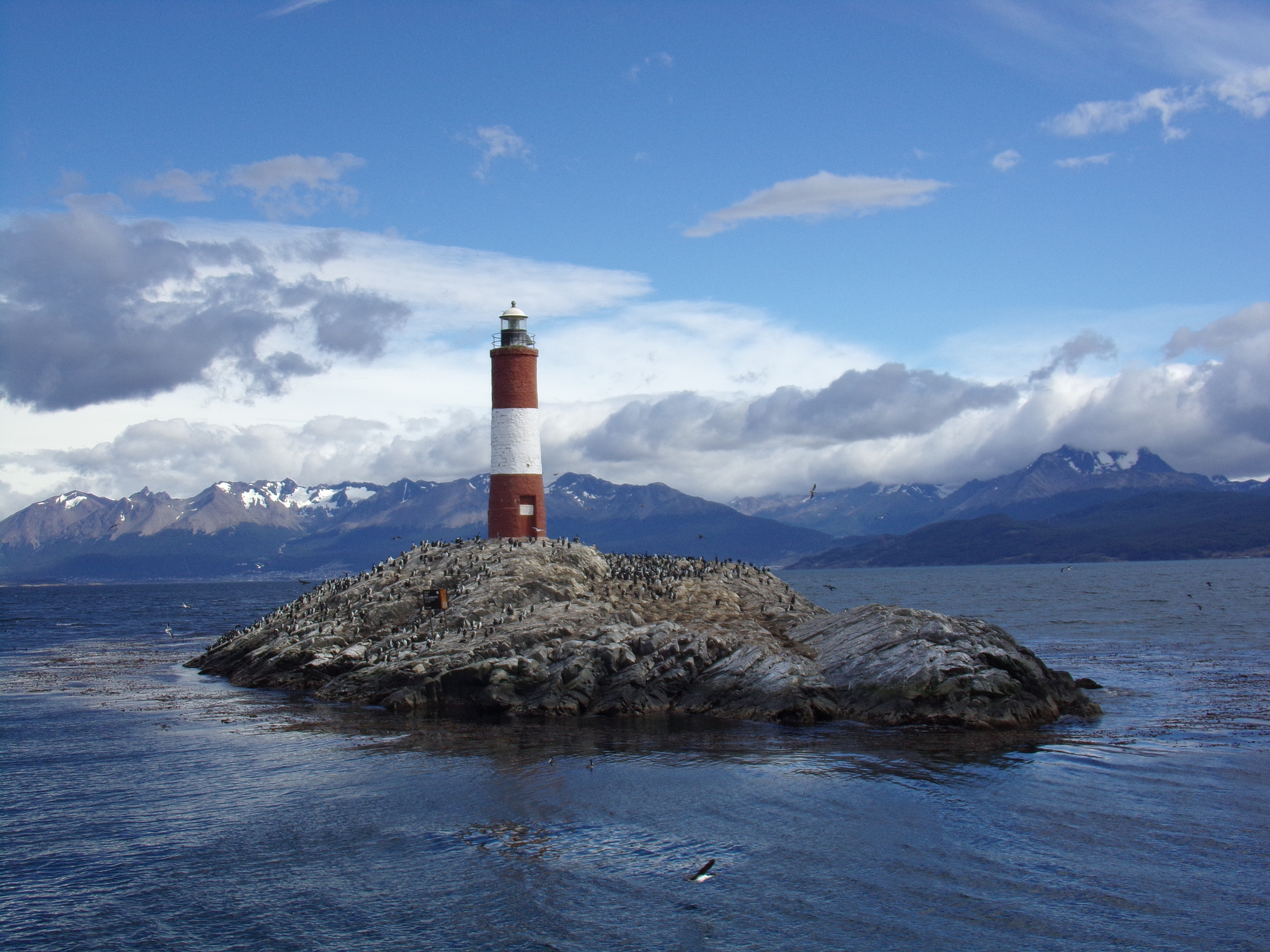
Vuurtoren in Ushuaia (Argentinië)

Een vuurtoren of lichttoren is een toren die licht uitzendt door middel van een lamp, lenzen en spiegels die dient als navigatiehulp voor de scheepvaart langs kusten van de zee en van binnenwateren. Oorspronkelijk werd er gebruik gemaakt van open vuur.
Vuurtorens dienen ter aanduiding van onder andere gevaarlijke kusten, zeerotsen, riffen en kliffen of van de toegangen tot zeestraten of zeearmen, met name wanneer de zichtbaarheid laag is, zoals 's nachts, bij stormweer of mistomstandigheden. Ook havens of havengeulen hebben soms een of meer vuurtorens die de toegang aangeven en vaak een lichtlijn vormen.

## Geschiedenis

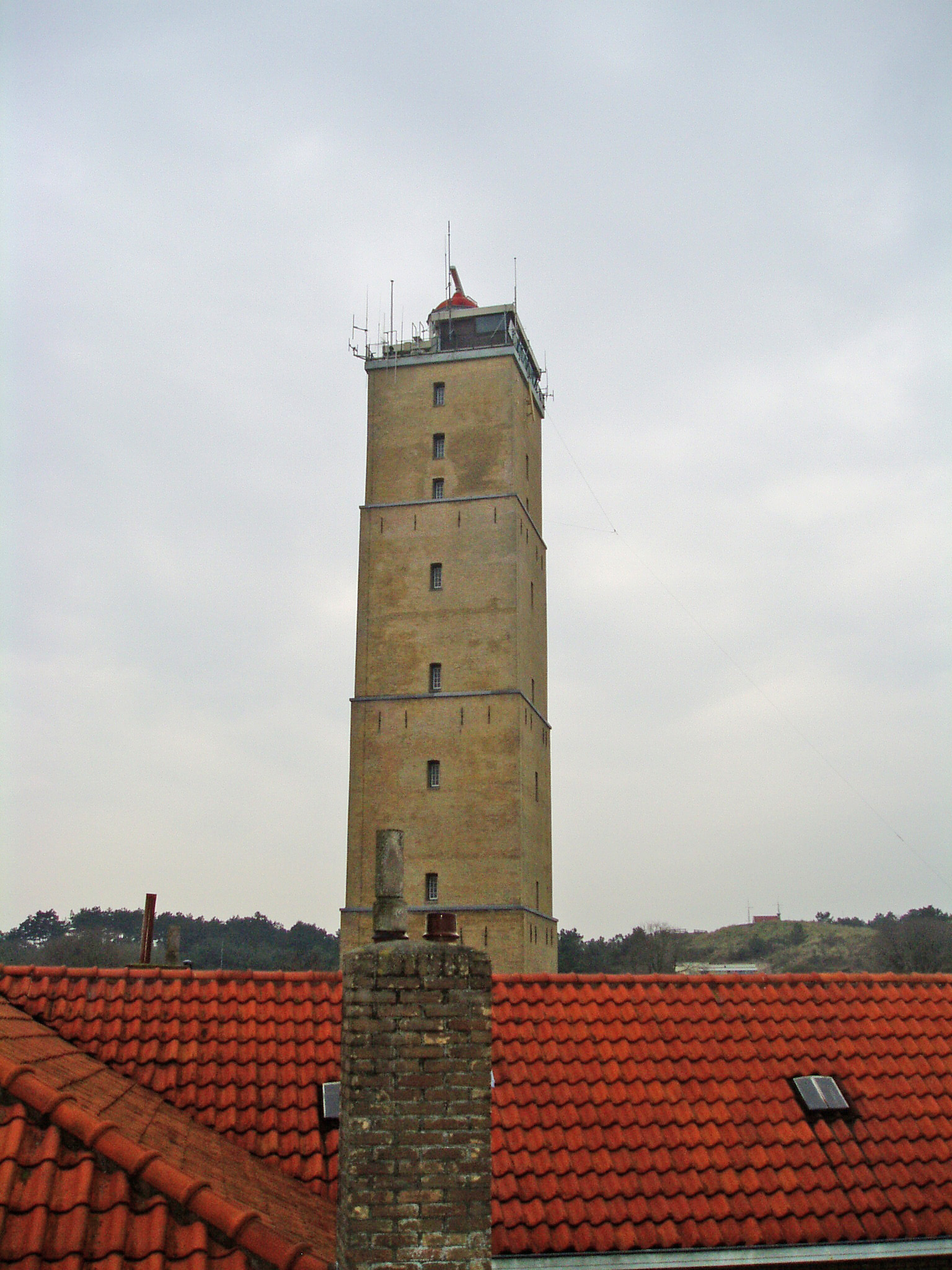
De Brandaris op Terschelling

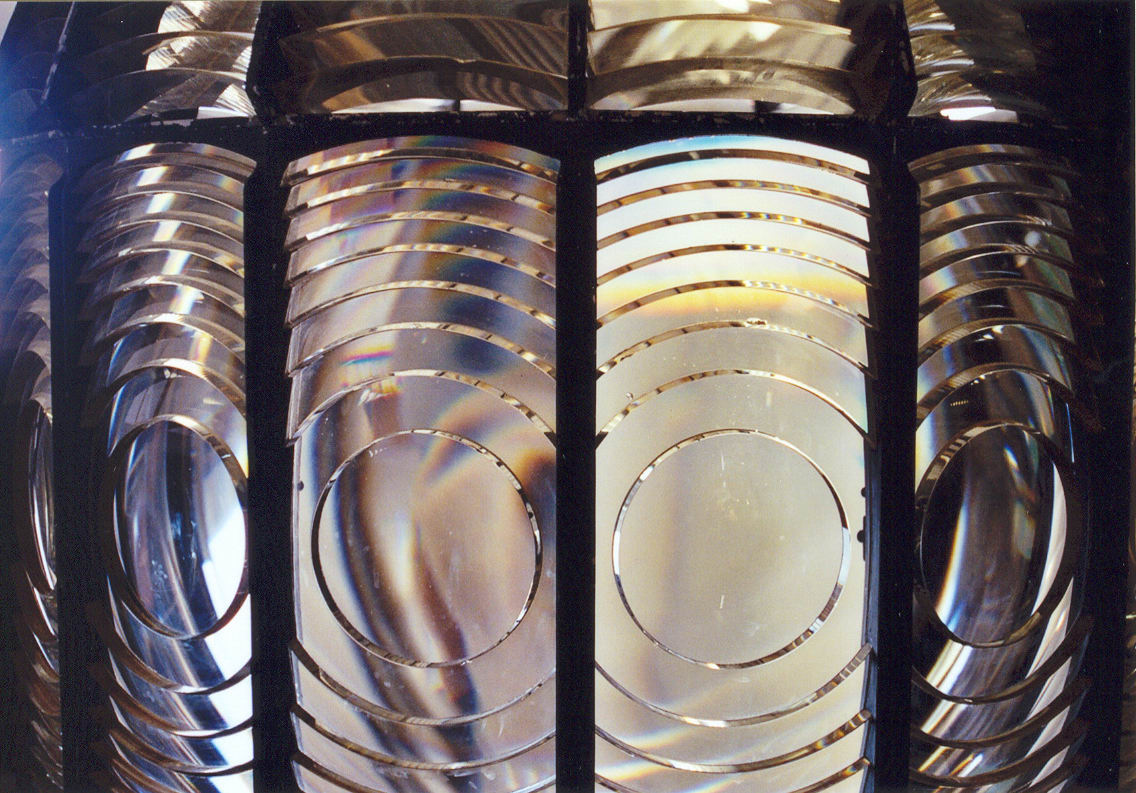
Fresnellens

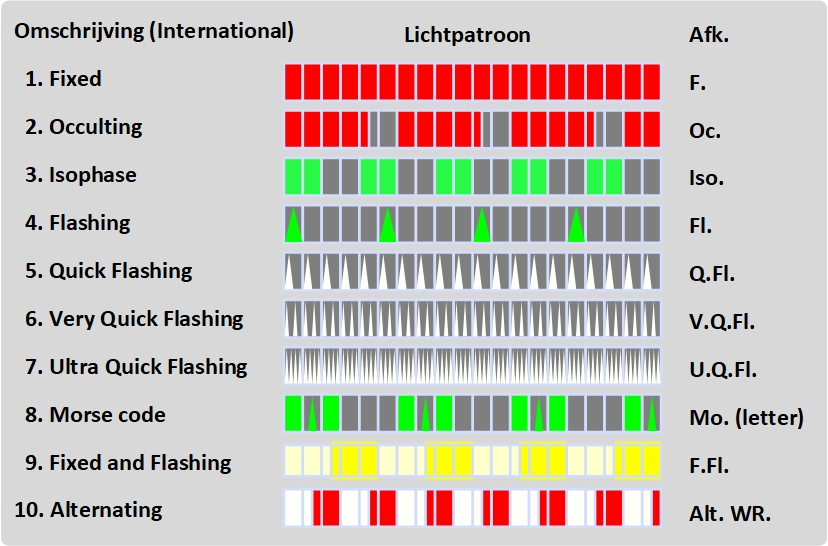
Indeling van lichtkarakters

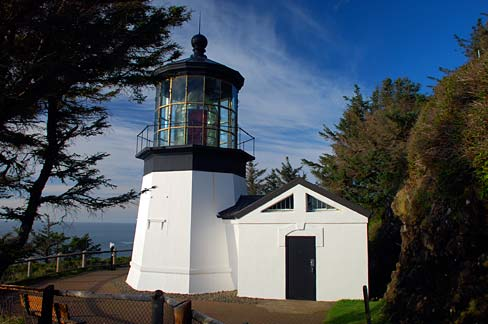
De zeer kleine vuurtoren van Cape Meares

Het oudste voorbeeld is de vuurtoren van Alexandrië (de Pharos), een van de zeven wereldwonderen van de oudheid. Op deze toren werd in de oudheid hout verbrand (vandaar de naam 'vuurtoren') en het bouwwerk deed voornamelijk dienst als dagmerk: de opstijgende rook vergrootte de zichtbaarheid van het baken. Na een bestaan van ongeveer 1600 jaar is deze toren - die voorbeeld is geweest van alle andere - verdwenen.
In sommige talen is het woord voor een vuurtoren (en zelfs voor de koplamp van een voertuig) afkomstig van de Pharos: Spaans en Italiaans faro, Frans phare, Roemeens far, Grieks fáros.

## Vuurtorenlicht

### Open vuur
De constructie van de Brandaris (Terschelling) toont duidelijk aan dat, voordat een lichthuis op de toren werd geplaatst, hier een vuur op werd gestookt. Andere, nog bestaande vuurtorens, waarop deze constructie duidelijk is, zijn die van De Ven, hoewel deze toren nooit een open vuur heeft gehad, en Westkapelle. Op de  kerktoren van Goedereede brandde ooit ook een vuur, maar deze is nu niet meer als vuurtoren in gebruik. In de eerste helft van de 19e eeuw zijn alle open vuren vervangen door lampen.

### Lenzen en spiegels
Door de komst van stoomschepen ontstond er nood aan meer en betere vuurtorens. De scheepvaart was immers meer gebonden aan tijdtafels en schepen voeren ook 's nachts langs de kusten.
Na de uitvinding van de Argandse lamp aan het einde van de 18e eeuw nam olieverlichting de rol over. Eerst werd walvisolie gebruikt, maar dit werd later overgenomen door petroleumproducten. Er wordt elektrisch licht als de spitsbooglamp, de gloeilamp, of de metaalhalidelamp toegepast.
Een vuurtoren schijnt niet rondom maar met een of meer ronddraaiende lichtbundels. De lichtbundels worden gemaakt met fresnellenzen en holle spiegels. Een fresnellens is lichter dan een gewone lens en geeft minder sferische aberratie, dus een betere bundel.
De ronddraaiende lichtbundel is van een afstand zichtbaar als een knipperlicht. Zit er veel stof in de lucht, dan is ook de lichtbundel zelf zichtbaar, die dan van links naar rechts, of andersom, over de hemel zwaait, zelfs als de vuurtoren zelf door een obstakel niet zichtbaar is.

### Het karakter
Iedere vuurtoren heeft een lichtkarakteristiek wat het schijnsel op afstand betreft, variërend van een vast rondomschijnend licht tot een groepschitterlicht, waaraan hij herkend kan worden. Het aantal karakters is nogal beperkt en daarom zullen deze vaker te zien zijn, doch wel zodanig ver verwijderd van elkaar dat vergissing vermeden wordt (mede door in de buurt zijnde andere verkenningslichten). De karakters staan aangegeven in de lichtenlijsten en zeekaarten, gestandaardiseerd in alle talen, volgens afspraken gemaakt door de International Association of Lighthouse Authorities (IALA).
De karakters zijn te onderscheiden in verschillende groepen; vaste lichten (Engels: fixed), onderbroken lichten (occulting), schitterlichten (flashing) en morse. Het meest gebruikt zijn witte schitterlichten, maar andere karakters en kleuren, vooral rood en groen, worden veel gebruikt bij haveningangen. Bij sectorlichten is een wit licht zichtbaar in veilig vaarwater en een rood of groen licht aan weerszijden daarvan. De periode van het licht is de tijd in seconden waarin een lichtcyclus, van licht en donker, van een vuurtoren zich herhaalt.
Op zeekaarten wordt naast het karakter van de vuurtoren ook de lichthoogte en de nominale dracht vermeld. Dit is het optisch bereik van het licht bij redelijk goed zicht. Voor redelijk goed zicht wordt uitgegaan van een meteorologisch zicht van 10 zeemijl. Met mist, neerslag of smog is een licht op minder grote afstand zichtbaar. 
Na de opkomst van moderne navigatiesystemen, onder andere gebaseerd op gps, zijn vuurtorens vaak aanvullend in gebruik. Veel vuurtorens zijn voorzien van radarbakens, zodat ze door de scheepvaart op het radarscherm gezien kunnen worden.

## Populaire cultuur en symboliek
Een bezoek brengen aan een vuurtoren en het fotograferen ervan zijn hobby's. Sommige vuurtorens zijn een toeristische attractie. Het verzamelen van keramische replica's is populair. In de Verenigde Staten worden jaarlijkse activiteiten en feesten georganiseerd.
De Disney-film Peter en de Draak wordt gekenmerkt door een vuurtoren. De langlopende Amerikaanse soap Guiding Light bevat een vuurtoren in de openingsscène, en de fictieve plaats Springfield wordt daardoor gekenmerkt. De Australische jeugdserie Round the Twist gaat over een gezin dat in een vuurtoren woont. 
The Lighthouse (V.S./Canada) is een in zwart/wit geschoten horror/dramafilm uit 2019, geregisseerd door Robert Eggers, waarin acteurs Willem Dafoe en Robert Pattinson twee vuurtorenwachters spelen die geestelijk steeds meer in de war raken als een storm hen op het afgelegen eiland houdt waar ze zijn gestationeerd.
In 1985 kwam er een paars Nederlands bankbiljet van 250 gulden met de afbeelding van een vuurtoren.

## Nederland
Langs de Nederlandse kust staan elf grote vuurtorens (zogenaamde A-posten) en vier kleinere (B-posten). Bovendien bevinden zich nog vijf torens aan de oevers van het IJsselmeer. Dergelijke vuurtorens zijn de feitelijke opvolgers van de zogenoemde vuurpannen en vuurboeten of vuurbaken. Daarin of daarop brandden open vuren.

## Afbeeldingen

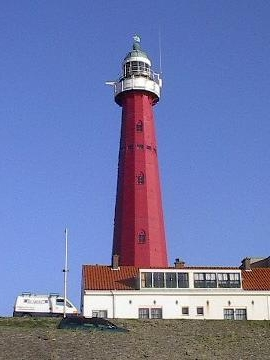
Vuurtoren van Scheveningen
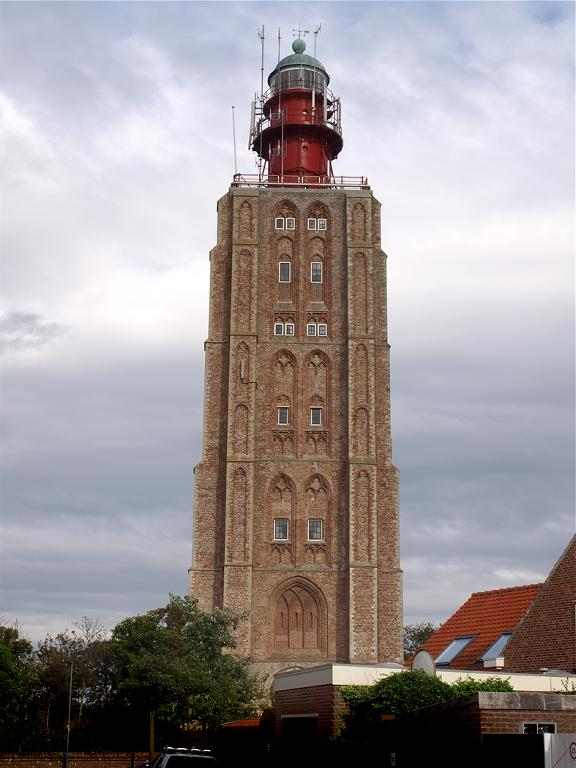
Vuurtoren van Westkapelle
- Vuurtorens in Nederland (1978)
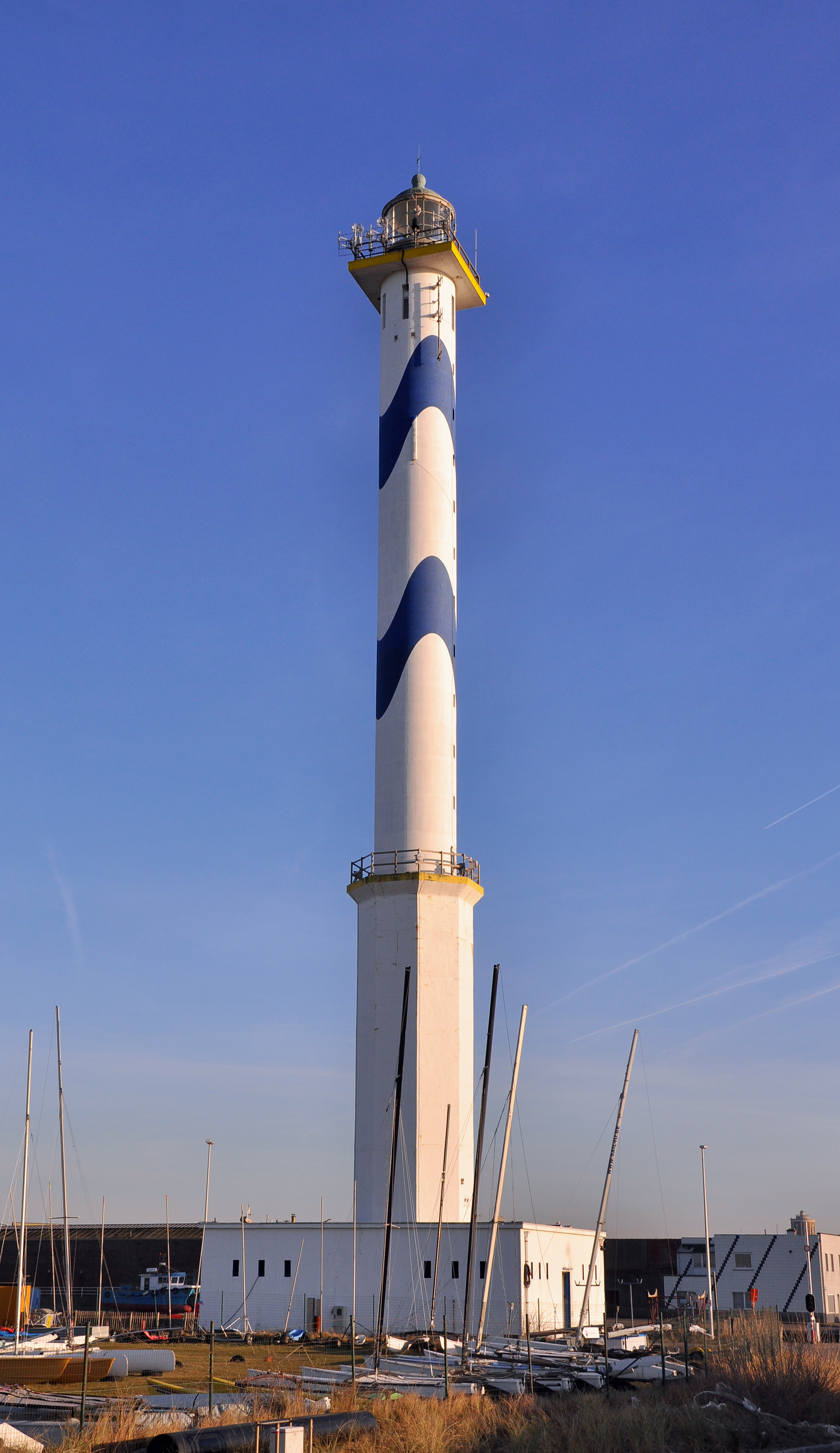
Lange Nelle in Oostende
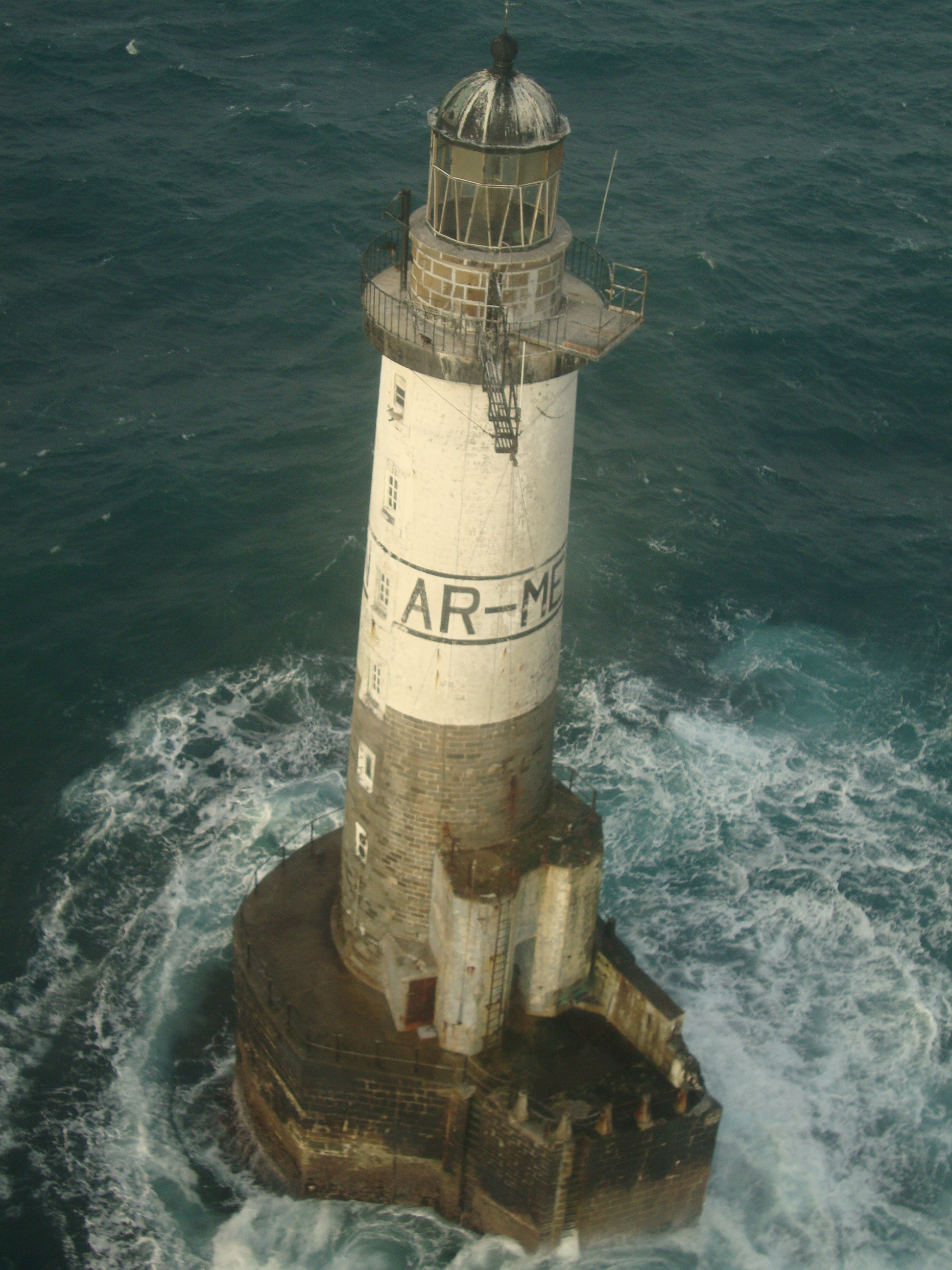
Vuurtoren van Ar Men in Bretagne
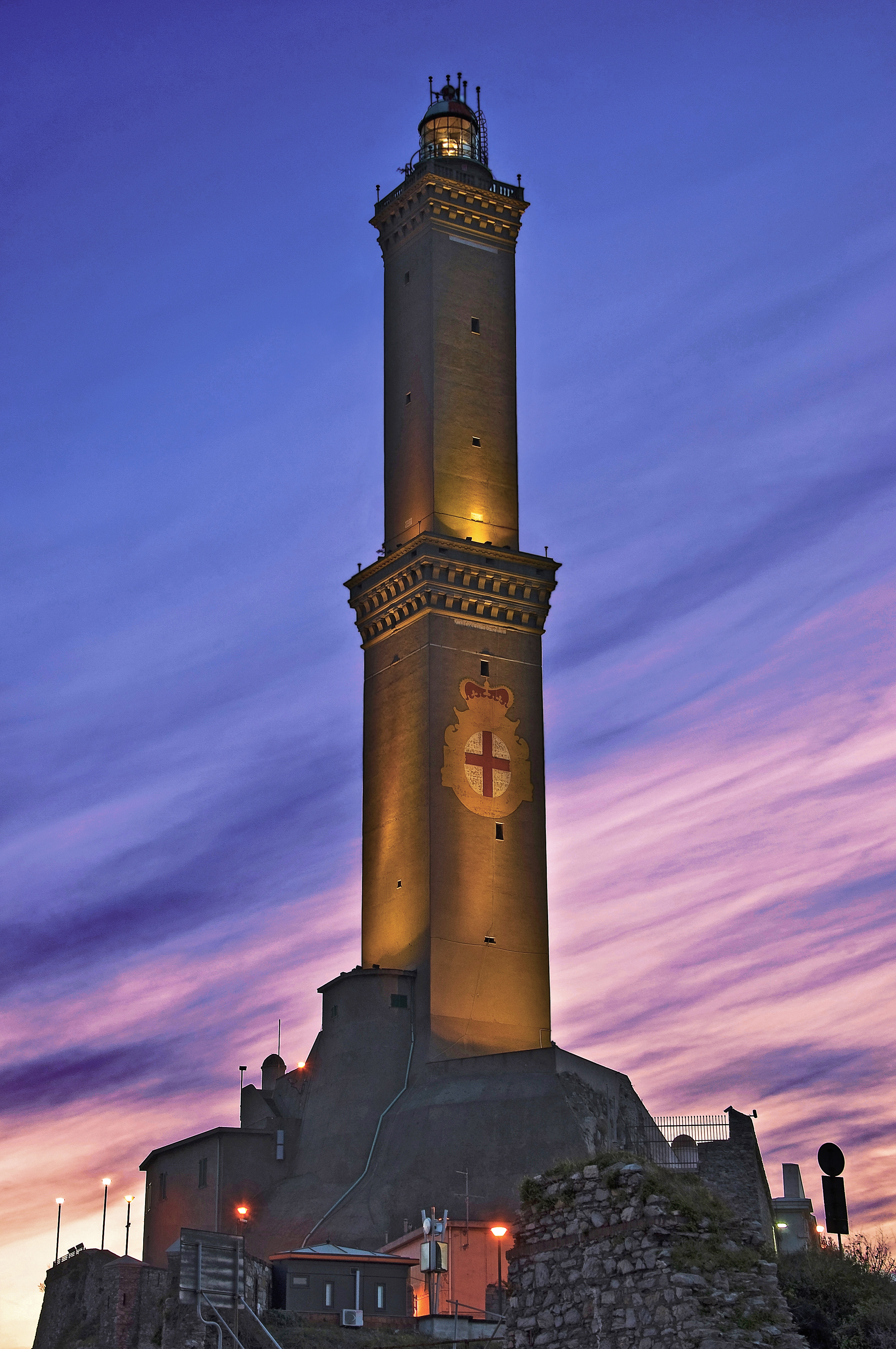
La Lanterna, de vuurtoren van Genua
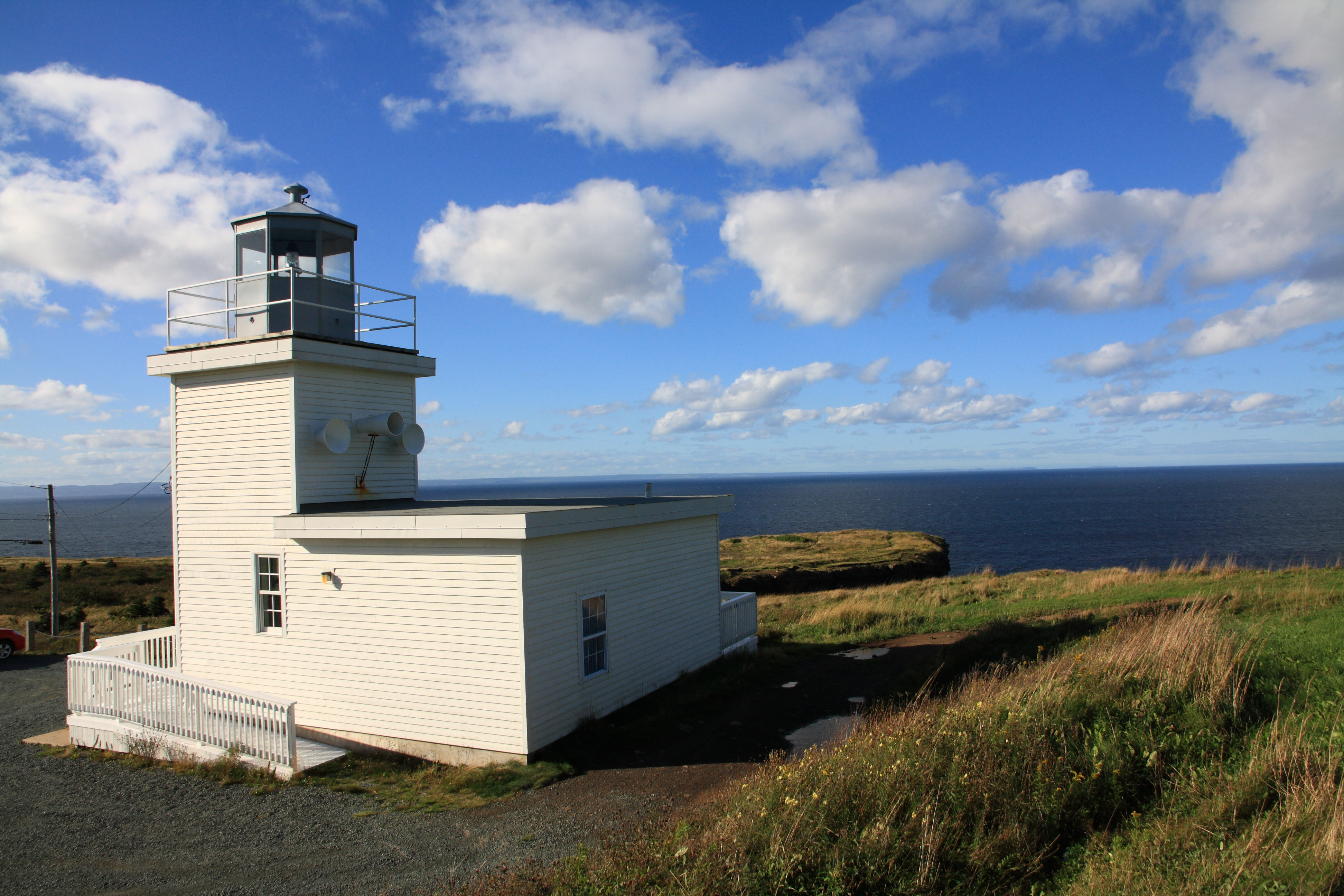
De vuurtoren van Bell Island (Canada) staat boven op een klif en hoeft dus niet hoog te zijn

## Verschillende vuurtorens en lichtschepen
- Lijst van vuurtorens en lichtschepen
- Lijst van vuurtorens in België
- Lijst van vuurtorens in Nederland
- Lijst van Zuid-Afrikaanse vuurtorens